# Radovan
Radovan (kyrilliska alfabetet: Радован) \ˈrah-dō-wən\ är ett mansnamn och är vanligt i Kroatien, Tjeckien, Serbien och Slovakien. Det härstammar från slaviskans 'rad-' "omsorg, glädje". Det kan översättas som "den glädjande".

## Namnsdagar
- 13 januari: Kroatien
- 14 januari: Tjeckien och Slovakien

## Kvinnliga varianter
- Radka, Radana, Radmila

## Vanliga smeknamn
Rado, Radko, Raďo, Radek, Dovan, Radánek

## Kända personer med namnet Radovan
- Mäster Radovan, skulptör och arkitekt från 1200-talet. Han har bland annat utformat portalen i Katedralen i Trogir, Kroatien.
- Radovan Karadžić, bosnisk politiker
- Radovan Lipus, tjeckisk regissör
- Radovan Lukavský, tjeckisk skådespelare och teaterpedagog
- Radovan Zogović, poet från Montenegro
- Radovan Jelašić, serbisk ekonom och direktör på Serbiens nationella bank